# Challenge européen 2020-2021
Navigation
Édition précédente Édition suivante
Le Challenge européen de rugby à XV 2020-2021, appelé également European Rugby Challenge Cup, oppose pour la saison 2020-2021 quatorze équipes européennes de rugby à XV.
Comme pour la Coupe d'Europe de rugby à XV 2020-2021, le format de la compétition est intégralement revu en raison des conséquences de la pandémie de Covid-19 en Europe sur les calendriers internationaux. À la suite de la phase préliminaire, la phase finale intègre, pour la première fois depuis 2014, des formations non qualifiées aux quarts de finale de Coupe d'Europe.
Durant la première phase de la compétition, chacune des équipes joue deux matchs à domicile et deux matchs à l'extérieur contre des clubs provenant d'autres compétitions nationales. La compétition se poursuit ensuite par une phase à élimination directe à partir des huitièmes de finale, durant lesquelles les huit formations les mieux classées du Challenge européen rencontrent les huit équipes repêchées de Coupe d'Europe.
La compétition se déroule du 11 décembre 2020 au 21 mai 2021. La finale devait initialement se jouer au stade Vélodrome de Marseille, en France, mais est finalement organisé au Stade de Twickenham.

## Présentation

### Équipes en compétition
Quatorze équipes accèdent à la compétition lors du tour préliminaire, en conséquence de leur non qualification à la Coupe d'Europe durant la saison précédente :
- les équipes classées de la 9e à la 11e position de Premiership ainsi que l'équipe promue de deuxième division du championnat d'Angleterre ;
- les équipes classées à partir de la 9e du Top 14 ;
- les franchises n'ayant pas réussi à se qualifier pour la Coupe d'Europe du Pro14, à l'exception des franchises sud-africaines.

Ces clubs sont les suivants :
| - Leicester Tigers - London Irish - Newcastle Falcons - Worcester Warriors | - SU Agen - Aviron bayonnais - CA Brive - Castres olympique - Section paloise - Stade français Paris | - Benetton Rugby - Zebre | - Cardiff Blues - Ospreys |

Huit autres équipes sont reversées en Challenge européen après leur élimination de Coupe d'Europe en phase de groupe, en ayant terminé dans les quatre derniers de leur poule. Ces clubs sont les suivants :
| - Northampton Saints - Bath Rugby - Montpellier HR - Dragons | - Ulster Rugby - Connacht Rugby - Harlequins - Glasgow Warriors |

### Calendrier
Le 2 septembre 2020, l'European Professional Club Rugby officialise, en même temps que celui de la Coupe d'Europe, le nouveau calendrier du Challenge européen pour la saison 2020-2021.
| Phase préliminaire                                                |                                                                                           |            |
| Journée 1 Journée 2 Journée 3 Journée 4                           | 11/12/13 décembre 2020 18/19/20 décembre 2020 15/16/17 janvier 2021 22/23/24 janvier 2021 | 14         |
| Phase finale                                                      |                                                                                           |            |
| Huitièmes de finale                                               | 2/3/4 avril 2021                                                                          | 16 (8 + 8) |
| Quarts de finale                                                  | 9/10/11 avril 2021                                                                        | 8          |
| Demi-finale                                                       | 30 avril, 1/2 mai 2021                                                                    | 4          |
| Finale                                                            | 21 mai 2021, à Marseille                                                                  | 2          |
| en italique : clubs repêchés de la Coupe d'Europe lors de ce tour |                                                                                           |            |

À la suite du remaniement du format de la compétition annoncé par l'European Professional Club Rugby le 24 février 2021, les journées 3 et 4 de la phase préliminaire sont annulées.
La finale est finalement disputée à Twickenham.

## Phase préliminaire
| \| Worcester Warriors London Irish Leicester Tigers Newcastle Falcons Castres olympique CA Brive Aviron bayonnais Section paloise SU Agen Stade français Benetton Rugby Zebre Ospreys Cardiff Blues \| Localisation des clubs engagés en phase préliminaire. |
| Worcester Warriors London Irish Leicester Tigers Newcastle Falcons Castres olympique CA Brive Aviron bayonnais Section paloise SU Agen Stade français Benetton Rugby Zebre Ospreys Cardiff Blues                                                             |

### Format et chapeaux
Une première phase préliminaire voit les quatorze équipes s'affronter partiellement entre elles, sur quatre journées. Afin d'établir le calendrier des matchs, les clubs sont répartis dans deux chapeaux selon leur classement dans leur ligue durant la saison précédente.
Toutes les équipes affrontent deux équipes de ligues et de chapeau différent en matchs aller-retour. Par ailleurs, un club de Premiership et un club de Pro14 affronteront uniquement des clubs de Top 14 de chapeau différent, comme le précisent les articles 2.4, 2.5 et 2.6 du règlement de la compétition.
| Chapeau   | Premiership                        | Top 14                                       | Pro14                 |
| --------- | ---------------------------------- | -------------------------------------------- | --------------------- |
| Chapeau 1 | Worcester Warriors London Irish    | Castres olympique CA Brive Aviron bayonnais  | Benetton Rugby Zebre  |
| Chapeau 2 | Leicester Tigers Newcastle Falcons | Section paloise SU Agen Stade français Paris | Ospreys Cardiff Blues |

Le classement de la phase préliminaire est établi sur la base des quatre rencontres effectuées par chacune des équipes. Les huit premiers sont qualifiés pour la phase suivante.
Le classement est établi en suivant les règles suivantes :
- 4 points de classement pour une victoire ;
- 2 points de classement pour un match nul ;
- 1 point de classement de bonus si l'équipe inscrit 4 essais ou plus ;
- 1 point de classement de bonus si l'équipe perd de 7 points ou moins.

En cas d'égalité au classement entre une ou plusieurs équipes, comptent, dans l'ordre :
- la meilleure différence de points ;
- le nombre d'essais inscrits ;
- le nombre de joueurs suspendus pour des incidents disciplinaires, par ordre croissant.

Si l'égalité est toujours constatée, un tirage au sort est réalisé entre les équipes concernées.

### Classement
| Rang | Club                 | J | V | N | D | Bo | Bd | Pm | Pe | Diff | Pts |
| ---- | -------------------- | - | - | - | - | -- | -- | -- | -- | ---- | --- |
| 1    | London Irish         | 2 | 2 | 0 | 0 | 2  | 0  | 60 | 25 | +35  | 10  |
| 2    | Cardiff RFC          | 2 | 2 | 0 | 0 | 1  | 0  | 61 | 20 | +41  | 9   |
| 3    | Ospreys              | 2 | 2 | 0 | 0 | 1  | 0  | 77 | 44 | +33  | 9   |
| 4    | Leicester Tigers     | 2 | 2 | 0 | 0 | 1  | 0  | 67 | 37 | +30  | 9   |
| 5    | Zebre                | 2 | 1 | 1 | 0 | 0  | 0  | 43 | 41 | +2   | 6   |
| 6    | Benetton Trévise     | 2 | 1 | 0 | 1 | 1  | 0  | 44 | 40 | +4   | 5   |
| 7    | SU Agen              | 2 | 1 | 0 | 1 | 1  | 0  | 36 | 34 | +2   | 5   |
| 8    | Newcastle Falcons    | 2 | 1 | 0 | 1 | 0  | 0  | 46 | 50 | -4   | 4   |
| 9    | Section paloise      | 2 | 1 | 0 | 1 | 0  | 0  | 41 | 46 | -5   | 4   |
| 10   | Aviron bayonnais     | 2 | 0 | 1 | 1 | 0  | 0  | 45 | 53 | -8   | 2   |
| 11   | Worcester Warriors   | 2 | 0 | 0 | 2 | 1  | 1  | 49 | 62 | -13  | 2   |
| 12   | CA Brive             | 2 | 0 | 0 | 2 | 0  | 1  | 33 | 57 | -24  | 1   |
| 13   | Stade français Paris | 2 | 0 | 0 | 2 | 0  | 0  | 20 | 72 | -52  | 0   |
| 14   | Castres olympique    | 2 | 0 | 0 | 2 | 0  | 0  | 32 | 65 | -33  | 0   |

Dans le tableau de classement, les couleurs signifient :
|  | Qualifié en huitièmes de finale en tant que club jouant à domicile.    |
|  | Qualifié en huitièmes de finale en tant que club jouant à l'extérieur. |

### Matchs
| Résultats (▼dom., ►ext.) | AGE  | BAY   | BEN   | BRI   | CAR   | CAS   | LEI   | LON  | NEW   | OSP   | PAU   | SFP  | WOR   | ZEB   |
| SU Agen                  | —    | —     | —     | —     | —     | —     | —     | 8-34 | —     | —     | —     | —    | —     | —     |
| Aviron bayonnais         | —    | —     | —     | —     | —     | —     | 20-28 | —    | —     | —     | —     | —    | —     | —     |
| Benetton Rugby           | 0-28 | —     | —     | —     | —     | —     | —     | —    | —     | —     | —     | —    | —     | —     |
| CA Brive                 | —    | —     | —     | —     | —     | —     | —     | —    | —     | —     | —     | —    | —     | 16-18 |
| Cardiff Blues            | —    | —     | —     | —     | —     | —     | —     | —    | —     | —     | —     | 28-0 | —     | —     |
| Castres olympique        | —    | —     | —     | —     | —     | —     | —     | —    | 17-26 | —     | —     | —    | —     | —     |
| Leicester Tigers         | —    | —     | —     | 39-17 | —     | —     | —     | —    | —     | —     | —     | —    | —     | —     |
| London Irish             | —    | —     | —     | —     | —     | —     | —     | —    | —     | —     | 26-17 | —    | —     | —     |
| Newcastle Falcons        | —    | —     | —     | —     | 20-33 | —     | —     | —    | —     | —     | —     | —    | —     | —     |
| Ospreys                  | —    | —     | —     | —     | —     | 39-15 | —     | —    | —     | —     | —     | —    | —     | —     |
| Section paloise          | —    | —     | —     | —     | —     | —     | —     | —    | —     | —     | —     | —    | 24-20 | —     |
| Stade français Paris     | —    | —     | 20-44 | —     | —     | —     | —     | —    | —     | —     | —     | —    | —     | —     |
| Worcester Warriors       | —    | —     | —     | —     | —     | —     | —     | —    | —     | 29-38 | —     | —    | —     | —     |
| Zebre                    | —    | 25-25 | —     | —     | —     | —     | —     | —    | —     | —     | —     | —    | —     | —     |

- Victoire à domicile
- Match nul
- Victoire à l'extérieur

## Phase finale

### Classements et détermination des têtes de série
Les huit premières équipes du classement de la poule unique sont qualifiées en huitièmes de finale avec les huit équipes repêchées de Coupe d'Europe. Un classement de ces équipes est effectué selon les modalités suivantes : les quatre meilleures équipes du Challenge européen sont classées de 1 à 4, les huit équipes repêchées de la Coupe d'Europe sont classées de 5 à 12, selon les critères de classement de leur compétition et enfin, les quatre dernières équipes qualifiées du Challenge européen sont classées de 13 à 16.
| Rang | Clubs              | Poule | Matchs | Points | Diff | EM |
| ---- | ------------------ | ----- | ------ | ------ | ---- | -- |
| 1    | Ulster             | B     | 2      | 3      | -11  |    |
| 2    | Connacht           | B     | 2      | 1      | -13  |    |
| 3    | Northampton Saints | A     | 2      | 1      | -20  |    |
| 4    | Bath Rugby         | A     | 2      | 1      | -32  |    |
| 5    | Montpellier HR     | A     | 2      | 0      | -40  |    |
| 6    | Dragons            | A     | 2      | 0      | -55  |    |
| 7    | Harlequins         | B     | 2      | 0      | -56  |    |
| 8    | Glasgow Warriors   | B     | 2      | 0      | -70  |    |

- Reçoit lors des huitièmes de finale.
- Se déplace lors des huitièmes de finale.

| Rang | Clubs              | Huitièmes de finale                                        |
| ---- | ------------------ | ---------------------------------------------------------- |
| 1    | London Irish       | Reçoit une équipe repêchée de Champions Cup                |
| 2    | Cardiff Blues      | Reçoit une équipe repêchée de Champions Cup                |
| 3    | Ospreys            | Reçoit une équipe repêchée de Champions Cup                |
| 4    | Leicester Tigers   | Reçoit une équipe repêchée de Champions Cup                |
| 5    | Ulster             | Reçoit une équipe qualifiée de phase préliminaire          |
| 6    | Connacht           | Reçoit une équipe qualifiée de phase préliminaire          |
| 7    | Northampton Saints | Reçoit une équipe qualifiée de phase préliminaire          |
| 8    | Bath Rugby         | Reçoit une équipe qualifiée de phase préliminaire          |
| 9    | Montpellier HR     | Se déplace chez une équipe qualifiée de phase préliminaire |
| 10   | Dragons            | Se déplace chez une équipe qualifiée de phase préliminaire |
| 11   | Harlequins         | Se déplace chez une équipe qualifiée de phase préliminaire |
| 12   | Glasgow Warriors   | Se déplace chez une équipe qualifiée de phase préliminaire |
| 13   | Zebre              | Se déplace chez une équipe repêchée de Champions Cup       |
| 14   | Benetton Trévise   | Se déplace chez une équipe repêchée de Champions Cup       |
| 15   | SU Agen            | Se déplace chez une équipe repêchée de Champions Cup       |
| 16   | Newcastle Falcons  | Se déplace chez une équipe repêchée de Champions Cup       |

Les clubs vainqueurs des huitièmes de finale s'affrontent ensuite en quarts de finale en match unique. Les demi-finales sont tirées au sort et se déroule sur le terrain de l'équipe tirée en première. La finale, initialement programmée au stade Vélodrome, à Marseille, se joue en terrain neutre.

### Tableau final
|  | Huitièmes de finale                                     | Huitièmes de finale                               |                    |    | Quarts de finale                         | Quarts de finale                         |  |  | Demi-finales                             | Demi-finales                             |  |  | Finale                                      | Finale                                      |
|  | Huitièmes de finale                                     | Huitièmes de finale                               |                    |    | Quarts de finale                         | Quarts de finale                         |  |  | Demi-finales                             | Demi-finales                             |  |  | Finale                                      | Finale                                      |
|  |                                                         |                                                   |                    |    |                                          |                                          |  |  |                                          |                                          |  |  |                                             |                                             |
|  | 2 avril 2021 au stadio XXV Aprile à Parme               | 2 avril 2021 au stadio XXV Aprile à Parme         |                    |    | 9 avril 2021 au Recreation Ground à Bath | 9 avril 2021 au Recreation Ground à Bath |  |  | 1er mai 2020 au Recreation Ground à Bath | 1er mai 2020 au Recreation Ground à Bath |  |  | 21 mai 2020 au Stade de Twickenham, Londres | 21 mai 2020 au Stade de Twickenham, Londres |
|  | 2 avril 2021 au stadio XXV Aprile à Parme               | 2 avril 2021 au stadio XXV Aprile à Parme         |                    |    | 9 avril 2021 au Recreation Ground à Bath | 9 avril 2021 au Recreation Ground à Bath |  |  | 1er mai 2020 au Recreation Ground à Bath | 1er mai 2020 au Recreation Ground à Bath |  |  | 21 mai 2020 au Stade de Twickenham, Londres | 21 mai 2020 au Stade de Twickenham, Londres |
|  | Zebre                                                   | 27                                                |                    |    | 9 avril 2021 au Recreation Ground à Bath | 9 avril 2021 au Recreation Ground à Bath |  |  | 1er mai 2020 au Recreation Ground à Bath | 1er mai 2020 au Recreation Ground à Bath |  |  | 21 mai 2020 au Stade de Twickenham, Londres | 21 mai 2020 au Stade de Twickenham, Londres |
|  | Zebre                                                   | 27                                                |                    |    | 9 avril 2021 au Recreation Ground à Bath | 9 avril 2021 au Recreation Ground à Bath |  |  | 1er mai 2020 au Recreation Ground à Bath | 1er mai 2020 au Recreation Ground à Bath |  |  | 21 mai 2020 au Stade de Twickenham, Londres | 21 mai 2020 au Stade de Twickenham, Londres |
|  | Bath Rugby                                              | 35                                                |                    |    | 9 avril 2021 au Recreation Ground à Bath | 9 avril 2021 au Recreation Ground à Bath |  |  | 1er mai 2020 au Recreation Ground à Bath | 1er mai 2020 au Recreation Ground à Bath |  |  | 21 mai 2020 au Stade de Twickenham, Londres | 21 mai 2020 au Stade de Twickenham, Londres |
|  | Bath Rugby                                              | 35                                                | Bath Rugby         | 26 |                                          |                                          |  |  | 1er mai 2020 au Recreation Ground à Bath | 1er mai 2020 au Recreation Ground à Bath |  |  | 21 mai 2020 au Stade de Twickenham, Londres | 21 mai 2020 au Stade de Twickenham, Londres |
|  | 2 avril 2021 au Brentford Community Stadium à Brentford |                                                   | Bath Rugby         | 26 |                                          |                                          |  |  | 1er mai 2020 au Recreation Ground à Bath | 1er mai 2020 au Recreation Ground à Bath |  |  | 21 mai 2020 au Stade de Twickenham, Londres | 21 mai 2020 au Stade de Twickenham, Londres |
|  |                                                         | London Irish                                      | 13                 |    |                                          |                                          |  |  | 1er mai 2020 au Recreation Ground à Bath | 1er mai 2020 au Recreation Ground à Bath |  |  | 21 mai 2020 au Stade de Twickenham, Londres | 21 mai 2020 au Stade de Twickenham, Londres |
|  | London Irish                                            | London Irish                                      | 13                 | 41 |                                          |                                          |  |  | 1er mai 2020 au Recreation Ground à Bath | 1er mai 2020 au Recreation Ground à Bath |  |  | 21 mai 2020 au Stade de Twickenham, Londres | 21 mai 2020 au Stade de Twickenham, Londres |
|  | London Irish                                            | 10 avril 2021 au GGL Stadium à Montpellier        |                    | 41 |                                          |                                          |  |  | 1er mai 2020 au Recreation Ground à Bath | 1er mai 2020 au Recreation Ground à Bath |  |  | 21 mai 2020 au Stade de Twickenham, Londres | 21 mai 2020 au Stade de Twickenham, Londres |
|  | Cardiff Blues                                           | 35                                                |                    |    |                                          |                                          |  |  | 1er mai 2020 au Recreation Ground à Bath | 1er mai 2020 au Recreation Ground à Bath |  |  | 21 mai 2020 au Stade de Twickenham, Londres | 21 mai 2020 au Stade de Twickenham, Londres |
|  | Cardiff Blues                                           | 35                                                | Bath Rugby         | 10 |                                          |                                          |  |  |                                          |                                          |  |  | 21 mai 2020 au Stade de Twickenham, Londres | 21 mai 2020 au Stade de Twickenham, Londres |
|  | 2 avril 2021 au GGL Stadium à Montpellier               |                                                   | Bath Rugby         | 10 |                                          |                                          |  |  |                                          |                                          |  |  | 21 mai 2020 au Stade de Twickenham, Londres | 21 mai 2020 au Stade de Twickenham, Londres |
|  |                                                         | Montpellier HR                                    | 19                 |    |                                          |                                          |  |  |                                          |                                          |  |  | 21 mai 2020 au Stade de Twickenham, Londres | 21 mai 2020 au Stade de Twickenham, Londres |
|  | Montpellier HR                                          | Montpellier HR                                    | 19                 | 26 |                                          |                                          |  |  |                                          |                                          |  |  | 21 mai 2020 au Stade de Twickenham, Londres | 21 mai 2020 au Stade de Twickenham, Londres |
|  | Montpellier HR                                          | 30 avril 2021 au Welford Road Stadium à Leicester |                    | 26 |                                          |                                          |  |  |                                          |                                          |  |  | 21 mai 2020 au Stade de Twickenham, Londres | 21 mai 2020 au Stade de Twickenham, Londres |
|  | Glasgow Warriors                                        | 21                                                |                    |    |                                          |                                          |  |  |                                          |                                          |  |  | 21 mai 2020 au Stade de Twickenham, Londres | 21 mai 2020 au Stade de Twickenham, Londres |
|  | Glasgow Warriors                                        | 21                                                | Montpellier HR     | 31 |                                          |                                          |  |  |                                          |                                          |  |  | 21 mai 2020 au Stade de Twickenham, Londres | 21 mai 2020 au Stade de Twickenham, Londres |
|  | 3 avril 2021 au stadio Comunale di Monigo à Trévise     |                                                   | Montpellier HR     | 31 |                                          |                                          |  |  |                                          |                                          |  |  | 21 mai 2020 au Stade de Twickenham, Londres | 21 mai 2020 au Stade de Twickenham, Londres |
|  |                                                         | Benetton Trévise                                  | 25                 |    |                                          |                                          |  |  |                                          |                                          |  |  | 21 mai 2020 au Stade de Twickenham, Londres | 21 mai 2020 au Stade de Twickenham, Londres |
|  | Benetton Trévise                                        | Benetton Trévise                                  | 25                 | 29 |                                          |                                          |  |  |                                          |                                          |  |  | 21 mai 2020 au Stade de Twickenham, Londres | 21 mai 2020 au Stade de Twickenham, Londres |
|  | Benetton Trévise                                        | 10 avril 2021 au Welford Road Stadium à Leicester |                    | 29 |                                          |                                          |  |  |                                          |                                          |  |  | 21 mai 2020 au Stade de Twickenham, Londres | 21 mai 2020 au Stade de Twickenham, Londres |
|  | SU Agen                                                 | 16                                                |                    |    |                                          |                                          |  |  |                                          |                                          |  |  | 21 mai 2020 au Stade de Twickenham, Londres | 21 mai 2020 au Stade de Twickenham, Londres |
|  | SU Agen                                                 | 16                                                | Montpellier HR     | 18 |                                          |                                          |  |  |                                          |                                          |  |  |                                             |                                             |
|  | 3 avril 2021 au Welford Road Stadium à Leicester        |                                                   | Montpellier HR     | 18 |                                          |                                          |  |  |                                          |                                          |  |  |                                             |                                             |
|  |                                                         | Leicester Tigers                                  | 17                 |    |                                          |                                          |  |  |                                          |                                          |  |  |                                             |                                             |
|  | Leicester Tigers                                        | Leicester Tigers                                  | 17                 | 48 |                                          |                                          |  |  |                                          |                                          |  |  |                                             |                                             |
|  | Leicester Tigers                                        |                                                   |                    | 48 |                                          |                                          |  |  |                                          |                                          |  |  |                                             |                                             |
|  | Connacht                                                | 32                                                |                    |    |                                          |                                          |  |  |                                          |                                          |  |  |                                             |                                             |
|  | Connacht                                                | 32                                                | Leicester Tigers   | 39 |                                          |                                          |  |  |                                          |                                          |  |  |                                             |                                             |
|  | 3 avril 2021 au Liberty Stadium à Swansea               |                                                   | Leicester Tigers   | 39 |                                          |                                          |  |  |                                          |                                          |  |  |                                             |                                             |
|  |                                                         | Newcastle Falcons                                 | 15                 |    |                                          |                                          |  |  |                                          |                                          |  |  |                                             |                                             |
|  | Ospreys                                                 | Newcastle Falcons                                 | 15                 | 24 |                                          |                                          |  |  |                                          |                                          |  |  |                                             |                                             |
|  | Ospreys                                                 | 10 avril 2021 au Franklin's Gardens à Northampton |                    | 24 |                                          |                                          |  |  |                                          |                                          |  |  |                                             |                                             |
|  | Newcastle Falcons                                       | 28                                                |                    |    |                                          |                                          |  |  |                                          |                                          |  |  |                                             |                                             |
|  | Newcastle Falcons                                       | 28                                                | Leicester Tigers   | 33 |                                          |                                          |  |  |                                          |                                          |  |  |                                             |                                             |
|  | 3 avril 2021 à Rodney Parade à Newport                  |                                                   | Leicester Tigers   | 33 |                                          |                                          |  |  |                                          |                                          |  |  |                                             |                                             |
|  |                                                         | Ulster                                            | 24                 |    |                                          |                                          |  |  |                                          |                                          |  |  |                                             |                                             |
|  | Dragons                                                 | Ulster                                            | 24                 | 39 |                                          |                                          |  |  |                                          |                                          |  |  |                                             |                                             |
|  | Dragons                                                 |                                                   |                    | 39 |                                          |                                          |  |  |                                          |                                          |  |  |                                             |                                             |
|  | Northampton Saints                                      | 43                                                |                    |    |                                          |                                          |  |  |                                          |                                          |  |  |                                             |                                             |
|  | Northampton Saints                                      | 43                                                | Northampton Saints | 27 |                                          |                                          |  |  |                                          |                                          |  |  |                                             |                                             |
|  | 4 avril 2021 au Twickenham Stoop Stadium à Londres      |                                                   | Northampton Saints | 27 |                                          |                                          |  |  |                                          |                                          |  |  |                                             |                                             |
|  |                                                         | Ulster                                            | 35                 |    |                                          |                                          |  |  |                                          |                                          |  |  |                                             |                                             |
|  | Harlequins                                              | Ulster                                            | 35                 | 21 |                                          |                                          |  |  |                                          |                                          |  |  |                                             |                                             |
|  | Harlequins                                              |                                                   |                    | 21 |                                          |                                          |  |  |                                          |                                          |  |  |                                             |                                             |
|  | Ulster                                                  | 57                                                |                    |    |                                          |                                          |  |  |                                          |                                          |  |  |                                             |                                             |
|  | Ulster                                                  | 57                                                |                    |    |                                          |                                          |  |  |                                          |                                          |  |  |                                             |                                             |

### Huitièmes de finale
| Club             | Score   | Club               |
| ---------------- | ------- | ------------------ |
| Zebre            | 27 - 35 | Bath Rugby         |
| London Irish     | 41 - 35 | Cardiff Blues      |
| Montpellier HR   | 26 - 21 | Glasgow Warriors   |
| Benetton Trévise | 29 - 16 | SU Agen            |
| Ospreys          | 24 - 28 | Newcastle Falcons  |
| Dragons          | 39 - 43 | Northampton Saints |
| Leicester Tigers | 48 - 32 | Connacht           |
| Harlequins       | 21 - 57 | Ulster             |

### Quarts de finale
| 9 avril 2021 21 h | Bath Rugby                                                                                                | 26 - 13 (19 - 10) | London Irish                                                                                   | The Recreation Ground, Bath Arbitre : Frank Murphy |
| 9 avril 2021 21 h | Essai(s) : 4 McNally (12e), Stuart (27e, 34e), Mercer (69e) Transformation(s) : 2 Spencer (12e, 28e, 70e) | Rapport           | Essai(s) : 1 Creevy (7e) Transformation(s) : 1 Jackson (8e) Pénalité(s) : 2 Jackson (40e, 65e) | The Recreation Ground, Bath Arbitre : Frank Murphy |
| 9 avril 2021 21 h | | Rapport           |                                                                                                | The Recreation Ground, Bath Arbitre : Frank Murphy |

| 10 avril 2021 13 h 30 | Leicester Tigers | 39 - 15 (15 - 8) | Newcastle Falcons | Welford Road Stadium, Leicester Arbitre : Romain Poite |
| 10 avril 2021 13 h 30 | Essai(s) : 5 Potter (4e, 80e), Moroni (46e) et 2 essais de pénalité (13e, 75e) Transformation(s) : 2 McPhillips (47e), Ford (80e) Pénalité(s) : 2 McPhillips (17e), Ford (56e) | Rapport          | Essai(s) : 2 Wacokecoke (32e), Penny (48e) Carton(s) jaune(s) : Wilson (14e), Cooper (36e), Tampin (75e) Carton(s) rouge(s) : Cooper (75e) | Welford Road Stadium, Leicester Arbitre : Romain Poite |
| 10 avril 2021 13 h 30 | | Rapport          | | Welford Road Stadium, Leicester Arbitre : Romain Poite |

| 10 avril 2021 21 h | Montpellier HR | 31 - 25 (21 - 15) | Benetton Trévise | GGL Stadium, Montpellier Arbitre : Karl Dickson |
| 10 avril 2021 21 h | Essai(s) : 3 Paillaugue (11e, 54e), Willemse (36e) Transformation(s) : 2 Paillaugue (37e, 55e) Pénalité(s) : 3 Paillaugue (4e, 29e, 60e) Drop(s) : 1 Bouthier (24e) Carton(s) jaune(s) : 2 Willemse (14e), Camara (75e) | Rapport           | Essai(s) : 1 Garbisi (45e) Transformation(s) : 1 Garbisi (46e) Pénalité(s) : 6 Garbisi (1re, 6e, 14e, 27e, 31e), Allan (65e) | GGL Stadium, Montpellier Arbitre : Karl Dickson |
| 10 avril 2021 21 h | | Rapport           | | GGL Stadium, Montpellier Arbitre : Karl Dickson |

| 10 avril 2021 21 h | Northampton Saints | 27 - 35 (22 - 14) | Ulster | Franklin's Gardens, Northampton Arbitre : Alexandre Ruiz |
| 10 avril 2021 21 h | Essai(s) : 4 Mitchell (4e), Freeman (32e, 34e), Sleightholme (58e) Transformation(s) : 2 Francis (6e, 35e) Pénalité(s) : 1 Francis (16e) Carton(s) jaune(s) : 3 Isiekwe (9e), Matavesi (12e), Ribbans (22e) | Rapport           | Essai(s) : 1 Herring (24e), Moore (46e), Cooney (61e), Stockdale (72e), 1 essai de pénalité (11e) Transformation(s) : 4 Cooney (25e, 47e, 62e, 73e) | Franklin's Gardens, Northampton Arbitre : Alexandre Ruiz |
| 10 avril 2021 21 h | | Rapport           | | Franklin's Gardens, Northampton Arbitre : Alexandre Ruiz |

### Demi-finales
Les rencontres de demi-finale sont tirées au sort à l'issue des quarts-de-finale le 11 avril 2021. Le tirage ne prend pas en compte ni les résultats précédents ni la nationalité ou l'appartenance à une ligue des clubs. Le premier club tiré au sort joue la demi-finale 1 à domicile et le deuxième club se déplace pour l'affronter. De la même manière, le troisième club tiré au sort reçoit la dernière équipe.
| 30 avril 2021 21 h | Leicester Tigers | 33 - 24 (6 - 17) | Ulster | Welford Road Stadium, Leicester Arbitre : Pascal Gaüzère |
| 30 avril 2021 21 h | Essai(s) : Wiese (44e), Genge (52e), Porter (73e) Transformation(s) : 3 Ford (44e, 54e, 75e) Pénalité(s) : 3 Ford (6e, 19e, 49e) Drop(s) : 1 Ford (58e) Carton(s) jaune(s) : 1 Youngs (14e) | Rapport          | Essai(s) : 3 Henderson (15e), Burns (21e), Timoney (67e) Transformation(s) : 3 Cooney (16e, 22e), Lowry (68e) Pénalité(s) : 1 Cooney (9e) | Welford Road Stadium, Leicester Arbitre : Pascal Gaüzère |
| 30 avril 2021 21 h | | Rapport          | | Welford Road Stadium, Leicester Arbitre : Pascal Gaüzère |

| 1er mai 2021 21 h | Bath Rugby                                                                              | 10 - 19 (10 - 16) | Montpellier HR | The Recreation Ground, Bath Arbitre : Andrew Brace |
| 1er mai 2021 21 h | Essai(s) : 1 Dunn (2e) Transformation(s) : 1 Spencer (3e) Pénalité(s) : 1 Spencer (26e) | Rapport           | Essai(s) : 1 Camara (22e) Transformation(s) : 1 Paillaugue (23e) Pénalité(s) : 4 Paillaugue (19e, 31e, 36e), Pollard (79e) Carton(s) jaune(s) : 1 Forletta (56e) | The Recreation Ground, Bath Arbitre : Andrew Brace |
| 1er mai 2021 21 h |                                                                                         | Rapport           | | The Recreation Ground, Bath Arbitre : Andrew Brace |

### Finale
| Finale 21 mai 2021 21 h | Leicester Tigers                                                                                      | 17 - 18 (10 - 10) | Montpellier HR | Stade de Twickenham, Londres 10 000 spectateurs Arbitre : Andrew Brace |
| Finale 21 mai 2021 21 h | Essai(s) : 2 Wells (33e), Wiese (46e) Transformation(s) : 2 Ford (34e, 48e) Pénalité(s) : 1 Ford (8e) | Rapport           | Essai(s) : 2 Rattez (13e), Goosen (57e) Transformation(s) : 1 Paillaugue (14e) Pénalité(s) : 2 Paillaugue (16e, 50e) Carton(s) jaune(s) : 2 Bécognée (30e), Guirado (44e) | Stade de Twickenham, Londres 10 000 spectateurs Arbitre : Andrew Brace |
| Finale 21 mai 2021 21 h | | Rapport           | | Stade de Twickenham, Londres 10 000 spectateurs Arbitre : Andrew Brace |

## Statistiques

### Meilleurs réalisateurs
| Rang | Joueur            | Club              | Essais | Transf. | Pén. | Drops | Points |
| ---- | ----------------- | ----------------- | ------ | ------- | ---- | ----- | ------ |
| 1    | Benoît Paillaugue | Montpellier HR    | 2      | 4       | 8    | 0     | 42     |
| 2    | George Ford       | Leicester Tigers  | 0      | 8       | 7    | 1     | 40     |
| -    | John Cooney       | Ulster Rugby      | 1      | 11      | 2    | 0     | 33     |
| 4    | Paolo Garbisi     | Benetton Trévise  | 1      | 1       | 8    | 0     | 31     |
| -    | Jarrod Evans      | Cardiff Blues     | 0      | 5       | 6    | 1     | 31     |
| 6    | Paddy Jackson     | London Irish      | 0      | 9       | 4    | 0     | 30     |
| -    | Stephen Myler     | Ospreys           | 0      | 6       | 6    | 0     | 30     |
| 8    | Zack Henry        | Leicester Tigers  | 1      | 4       | 3    | 0     | 22     |
| -    | Brett Connon      | Newcastle Falcons | 0      | 5       | 4    | 0     | 22     |
| 10   | Ben Spencer       | Bath Rugby        | 0      | 9       | 1    | 0     | 21     |

### Meilleurs marqueurs
| Rang | Joueur                | Club             | Essais |
| ---- | --------------------- | ---------------- | ------ |
| 1    | Pierre Bruno          | Zebre            | 4      |
| 2    | Rob Herring           | Ulster Rugby     | 3      |
| -    | Will Stuart           | Bath Rugby       | 3      |
| -    | Sam Parry             | Ospreys          | 3      |
| -    | Ollie Hassell-Collins | London Irish     | 3      |
| -    | Jasper Wiese          | Leicester Tigers | 3      |